# Rio Goio Bang
Rio Goio Bang är ett vattendrag i Brasilien.   Det ligger i delstaten Paraná, i den södra delen av landet, 1 100 km sydväst om huvudstaden Brasília.
Trakten runt Rio Goio Bang består till största delen av jordbruksmark. Runt Rio Goio Bang är det ganska glesbefolkat, med 27 invånare per kvadratkilometer.